# サンティアゴ・アルバレス
サンティアゴ・アルバレス（Santiago Alvarez、1994年1月17日 - ）は、アルゼンチンのラグビー選手。

## プロフィール
- アルゼンチン・バイアブランカ出身[1]。
- ポジションはセンター(CTB)。
- 身長 188cm、体重 93kg
- アルゼンチン代表キャップは3（2020年8月現在）。

## 略歴
2016年、リオ五輪の7人制アルゼンチン代表に選ばれた。
2017年、ハグアレスに加入。
そして2021年、東京五輪の7人制アルゼンチン代表に選ばれて主将を務めて銅メダル獲得。
2024年、パリ五輪の7人制アルゼンチン代表に選ばれた。